# CAM4
CAM4.com (зазвичай скорочено CAM4) — це вебсайт для потокової трансляції, на якому представлені живі вебкамери, відфільтровані жінками, чоловіками, трансгендерами або парами переважно аматорів. Трансляції на CAM4 часто демонструють наготу та сексуальну активність, починаючи від стриптизу та брудних розмов до мастурбації з секс-іграшками.

## Концепція
CAM4 використовується в основному любителями вебкамери, які люблять вести трансляції просто для задоволення або для заробітку грошей на своїх живих виступах на сайті. Клієнти сайту можуть придбати віртуальні токени, які можна використовувати для чайових виконавцям або перегляду приватних шоу. Клієнти можуть використовувати текстовий чат у прямому ефірі для спілкування один з одним або в кімнаті кожного виконавця. Виконавці використовують вебкамеру та мікрофон для трансляції відео та аудіо в свою кімнату.
Виконавців на CAM4 може тренувати Ніккі Найт, колишня кам-модель і «провідний тренер порноіндустрії».
У травні 2016 року CAM4 у співпраці з VRtube.xxx запустив CAM4VR, 360° 3D-камеру віртуальної реальності, доступну на платформі CAM4. Співзасновниця VRTube.xxx Ела Дарлінг очолила ініціативу. Сайт працює з Елою Дарлінг для розповсюдження камер віртуальної реальності серед моделей.
Пізніше за пані Дарлінг пішла всесвітньо відома порноакторка Джелена Дженсен, яка приєдналася до CAM4 у січні 2017 року як менеджер з маркетингу подій та посол бренду.
З моменту свого заснування у 2007 році CAM4 виплатив понад 100 мільйонів доларів комісійних за виконавців.

## Стратегічні партнерства
У лютому 2017 року CAM4 оголосив про співпрацю з виробником теледільдоніки Kiiroo, запустивши функцію «живого дотику», яка синхронізує вібрацію секс-іграшки Kiiroo з токенами, залишеними під час прямого шоу вебкамери.

## Спонсорство та благодійність
CAM4 є діамантовим членом Коаліції за свободу слова і є титульним спонсором Асоціації сайтів, які пропагують захист дітей (ASACP) з 2011 року.
У вересні 2017 року CAM4 об'єднався з американською моделлю та активісткою Ембер Роуз на підтримку The Amber Rose SlutWalk, некомерційної адвокаційної організації, яка працює над припиненням слатшеймінгу та розпалюванням розмов про розширення прав і можливостей жінок та права ЛГБТК.
CAM4 є головним спонсором New York AIDS Walk.
У вересні 2021 року CAM4 оголосив про поновлення спонсорської підтримки Pineapple Support, неприбуткової організації, яка пропонує недорогі послуги з психічного здоров'я для дорослих професіоналів галузі.

## Кампанії
У 2016 році CAM4 замовив глобальне дослідження французької дослідницької фірми iFop, покликане краще зрозуміти звички жіночого оргазму та відмінності між національностями.
Щоб відзначити Тиждень моди в Нью-Йорку, CAM4 співпрацює з дизайнером ювелірних виробів Крісом Хабаною [Архівовано 16 вересня 2021 у Wayback Machine.], щоб відкрити спливаючий магазин у Нижньому Іст-Сайді Нью-Йорка. Магазин розташований недалеко від місця, яке раніше використовувалося Louis Vuitton. На відкритті вечора відомі моделі та сексуальні ікони, такі як Франсуа Сага й Аманда Лепор, змоделювали нову колекцію ювелірних виробів. Співпраця з спливаючими магазинами відкрита з 5 вересня 2019 року по 30 вересня 2019 року і має на меті внести дозу сексуального позитиву на Тиждень моди.

### Визнання галузі
Нагороду XBIZ за вебсайт року в режимі реального часу було вручено CAM4 у 2015 році. У 2016 році CAM4.com отримав нагороду «Вебкамера для дорослих» за найкращий вебсайт для вебкамер для дорослих у Європі. Крім того, співзасновник CAM4 був включений до Зали слави нагород для дорослих.

## Нагороди та номінації
| Рік  | Результат | Нагорода                          |
| ---- | --------- | --------------------------------- |
| 2015 | Перемога  | Adult Site of the Year — Live Cam |
| 2019 | Номінація | Cam Company of the Year           |
| 2019 | Номінація | Cam Site of the Year              |
| 2019 | Номінація | Cam Site of the Year — Gay        |